# Cá sấu Trung Mỹ
Cá sấu Trung Mỹ (danh pháp khoa học: Crocodylus acutus) là loài cá sấu trong họ Crocodylidae. Loài này được Cuvier mô tả khoa học đầu tiên năm 1807. Chúng là động vật ăn thịt hàng đầu trong môi trường sinh sống của chúng.

## Mô tả

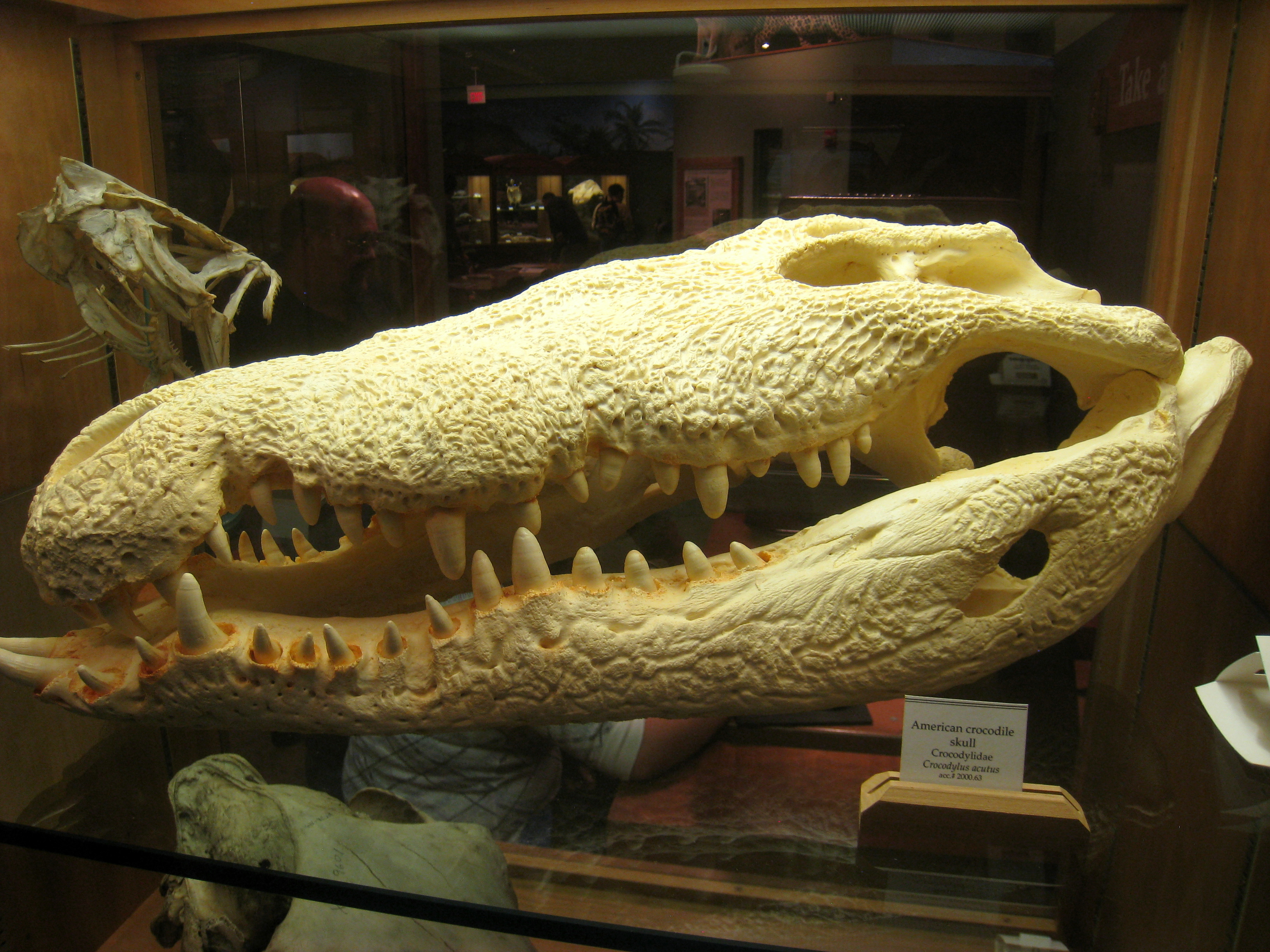
Hộp sọ cá sấu Trung Mỹ

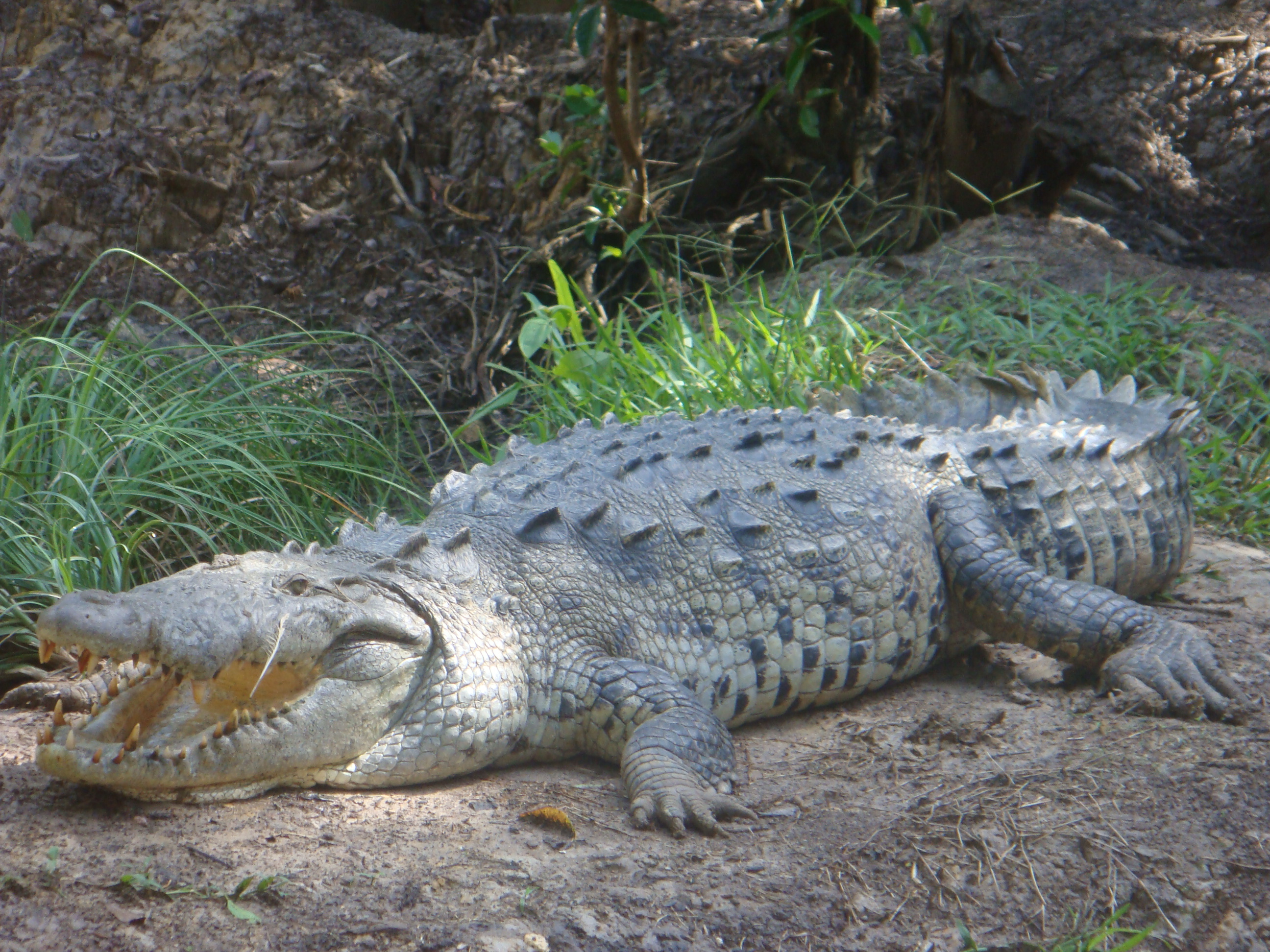
Cá sấu Trung Mỹ trưởng thành

Giống như tất cả các loài cá sấu khác, chúng là động vật có tứ chi, với bốn chân ngắn và bẹt; đuôi dài và khỏe; vảy che các lớp mai hóa xương chạy dọc theo lưng và đuôi; và quai hàm rất khỏe. Chúng có màng nháy để bảo vệ mắt, và mặc dù có các huyền thoại về "nước mắt cá sấu", chúng có các tuyến lệ, nhưng chỉ dùng để tẩy rửa mắt của chúng bằng nước mắt.
Các lỗ mũi, mắt và tai nằm ở phần đỉnh của đầu chúng, vì thế các phần còn lại của cơ thể có thể che giấu dưới nước để tấn công con mồi bất ngờ. Màu sắc cũng giúp chúng ngụy trang rất tốt.
Cá sấu Trung Mỹ thông thường trườn dọc theo bụng của chúng, nhưng chúng có thể "đi bộ". Các cá thể nhỏ hơn có thể phóng nhanh, và thậm chí cả các cá thể lớn hơn cũng có khả năng tăng tốc độ đột biến đáng ngạc nhiên. Chúng có thể bơi khá nhanh với vận tốc 20 mph (32 km/h) bằng cách chuyển động cơ thể và đuôi của chúng theo đường hình sin, và chúng có thể duy trì kiểu chuyển động này khá lâu nhưng chúng không thể giữ lâu được tốc độ này.
Chúng có tim 4 ngăn, giống như chim, điều đó rất có hiệu quả trong việc chuyên chở và cung cấp oxy cho máu của chúng. Thông thường chúng chỉ lặn trong vài phút, nhưng có thể ẩn mình dưới nước tới 30 phút nếu gặp nguy hiểm, và nếu chúng ngừng hoạt động thì có thể giữ cho hơi thở kéo dài tới 2 giờ dưới nước. Chúng có sự trao đổi chất thuộc hệ máu lạnh, vì thế chúng có thể sống rất lâu giữa hai lần có thức ăn — vì thế khi ăn, chúng có thể ăn một khối lượng thức ăn bằng một nửa khối lượng cơ thể mỗi lần.
Cá sấu Trung Mỹ được đưa vào danh sách bảo tồn như là loài đang nguy cấp năm 1975. Tại Mỹ, chúng chỉ sinh sống ở Florida.

### Kích thước
Con non mới sinh có chiều dài 50 cm (20 in) và khối lượng khoảng 60 g (2 oz). Con trưởng thành trung bình dài 4,3 m (14 ft) và nặng 382 kg (842 lb) ở con đực, dài trung bình 3 m (9,8 ft) và nặng 173 kg (381 lb) ở con cái.
Tại sông Tarcoles ở Costa Rica, hàng tá cá thể dài bốn mét và một ít cá thể dài năm mét vượt cầu thường xuyên (nơi chúng được cho ăn hàng ngày, có thể giúp chúng đạt được như vậy kích thước lớn nhất) và là một điểm thu hút du lịch nổi tiếng. Trong phạm vi Florida của chúng, chiều dài con trưởng thành được ghi nhận là 5,2 m (17 ft), nhưng con đực trưởng thành thường có chiều dài trong bình 4,3 m (14 ft) Loài này được cho là phát triển lớn nhất trong các lưu vực sông ở Nam Mỹ, nhưng ngay cả con đực già cũng hiếm khi đạt 6 m (20 ft).  Một hộp sọ của loài này đã được tìm dài 72,6 cm (28,6 in) và ước tình thuộc về một con cá sấu dài 6,6 m (22 ft).

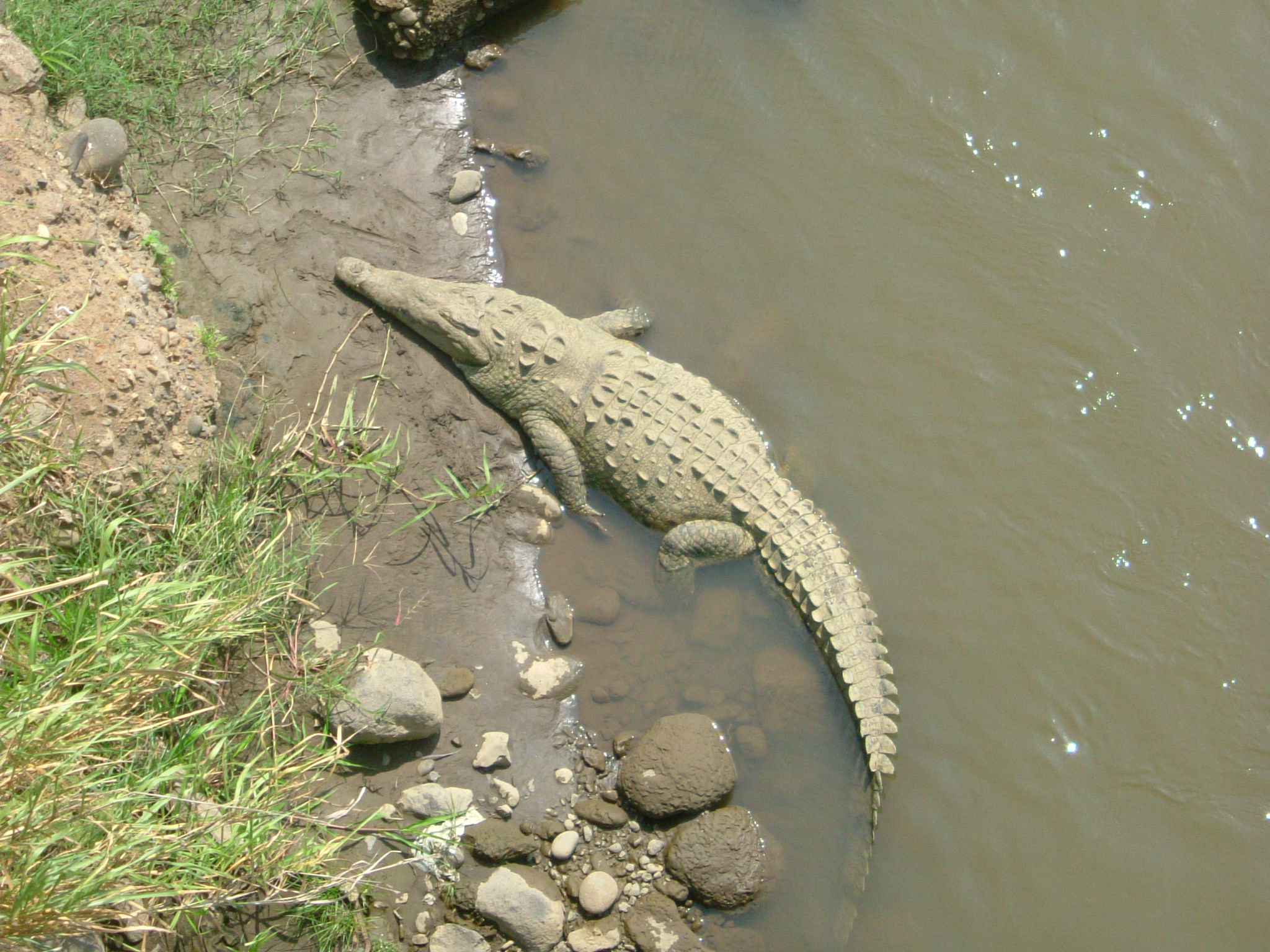
Cá sấu Trung Mỹ

## Sinh học và hành vi
Cá sấu Trung Mỹ dễ bị lạnh hơn cá sấu mõm ngắn Mỹ. Trong khi một con cá sấu mõm ngắn Mỹ có thể tồn tại trong nước có nhiệt độ 7,2 °C (45,0 °F) trong một thời gian, cá sấu Trung Mỹ trong môi trường đó sẽ trở nên yếu sức và bị chết đuối. Cá sấu Trung Mỹ, tuy nhiên, có một tốc độ tăng trưởng nhanh hơn so với cá sấu mõm ngắn Mỹ, và chịu được nước mặn lâu hơn.

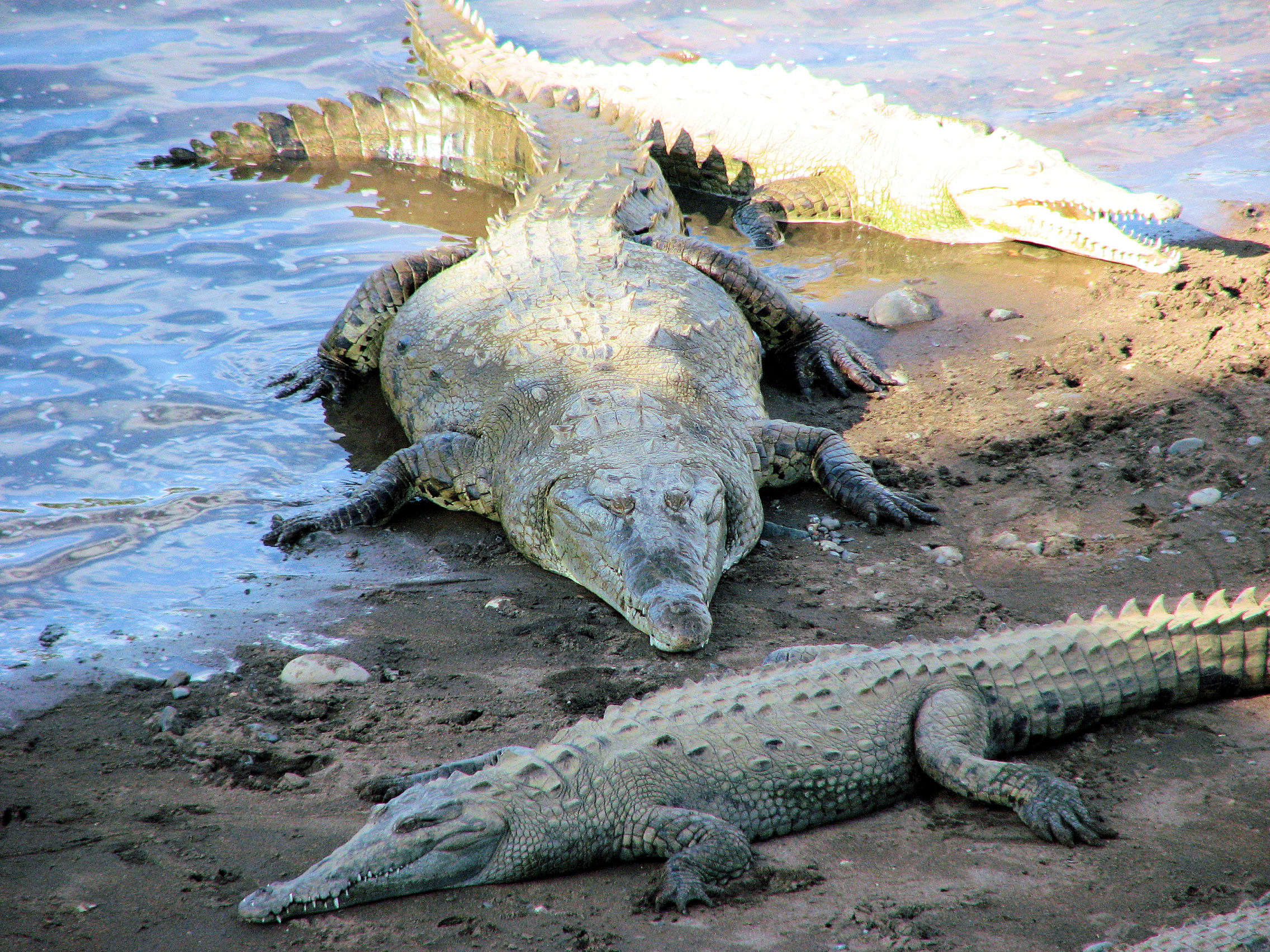
Cá sấu Trung Mỹ, Costa Rica

Cộng sinh làm sạch (cleaning symbiosis) với cá sấu Trung Mỹ đã được mô tả. Không giống như cá sấu Cựu thế giới mà đôi khi được làm sạch ký sinh bởi chim, cá sấu Trung Mỹ dựa nhiều hơn vào cá để loại bỏ ký sinh trùng.

### Săn mồivà chế độ ăn uống
Con mồi chính của cá sấu Trung Mỹ là cá; mõm tương đối hẹp chỉ thích hợp cho việc ăn cá. Hầu như bất kỳ loài cá nào được tìm thấy ở nước ngọt thông qua môi trường sống nước mặn ven biển đều có thể là con mồi. Ở Florida, cá vược, cá cháo lớn và đặc biệt là cá đối dường như là con mồi chính. Mõm của cá sấu Trung Mỹ rộng hơn so với một vài loài cá sấu chuyên ăn cá (như cá sấu Ấn Độ, cá sấu mũi dài,...), cho phép nó để bổ sung chế độ ăn uống với con mồi đa dạng hơn. Con mồi dao động về kích thước từ côn trùng với cá sấu con cho tới gia súc lớn bị săn bởi con trưởng thành, và có thể bao gồm nhiều loài chim, động vật có vú, rùa, cua, ốc, ếch, và đôi khi cả xác thối. Cá sấu Trung Mỹ trưởng thành không có kẻ thù tự nhiên và hầu hết các động vật trên cạn hoặc ven sông mà chúng gặp phải đều là con mồi. Được biết, cá sấu săn mồi chủ yếu trong vài giờ đầu tiên sau khi đêm xuống, đặc biệt là vào những đêm không trăng, mặc dù chúng có thể ăn bất cứ lúc nào.

## Tình trạng bảo tồn
Do ẩn săn bắn, ô nhiễm, mất môi trường sống, cá sấu Trung Mỹ có nguy cơ tuyệt chủng trong phạm vi sinh sống của nó. Năm 1972, Venezuela cấm thu hoạch da cá sấu thương mại trong một thập kỷ, như một kết quả của việc săn bắn quá mức những năm 1950 và 1960.
Một đến hai nghìn con cá sấu Trung Mỹ sống ở Mexico, Trung và Nam Mỹ, nhưng thiếu dữ liệu dân số. Cá sấu Trung Mỹ được coi là một loài dễ bị tổn thương, nhưng đã không được đánh giá từ năm 1996. Dân số hoang dã ước tính từ 500 đến 1.200 ở miền nam Florida.

### Media
- Crocodylus acutus at CalPhotos
- ARKive images and movies of the American crocodile (Crocodylus acutus) Lưu trữ ngày 22 tháng 2 năm 2006 tại Wayback Machine